# Гонсалвес, Дерси
Дерси Гонсалвес (порт. Dercy Gonçalves; 23 июня 1907 — 19 июля 2008), урождённая Долорес Гонсалвес Кошта (порт. Dolores Gonçalves Costa) — бразильская комедийная актриса, за свою 80-летнюю карьеру успевшая поработать в театре, на радио, телевидении и появившаяся в ряде фильмов. Она также известна по своим юмористическим вульгарным высказываниям.
В 1991 году она вызвала массу противоречий и привлекла к себе внимание тем, что в возрасте 83 лет вместе со школой самбы прошествовала топлес на карнавале в Рио-де-Жанейро. С 1943 по 1963 годы она была замужем за журналистом Даниелом Баштошом.
Она умерла 19 июля 2008 года от пневмонии в возрасте 101 года. Она похоронена в своём родном городе в стоячем положении в мавзолее, который она сама разработала ещё в 1991 году в виде стеклянной пирамиды, наподобие пирамиды в Лувре.